# Catedral de los Santos Simón y Judas (Phoenix)
La Catedral de los Santos Simón y Judas (en inglés: Cathedral of Saints Simon and Jude) es la catedral de la Diócesis de Phoenix en Arizona al sur de los Estados Unidos. La parroquia fue fundada por el obispo Daniel James Gercke el 15 de mayo de 1953, cuando todavía era parte de la Diócesis de Tucson. El pastor fundador fue el reverendo Paul Smith, oriundo de Irlanda, que trajo con él a las Hermanas de Loreto. El Padre Smith celebró misas en la Escuela de Maryland mientras que una iglesia temporal fue construida. Fue dedicada el 17 de octubre de 1954. El actual edificio fue dedicado el 11 de diciembre de 1966, y se convirtió en una catedral con la formación de la Diócesis de Phoenix en 1969, y elevado a la condición de la catedral bajo el pontificado del papa Pablo VI.